# Eulityn
Eulityn – minerał klasy krzemianów.

## Właściwości
Krystalizuje w układzie regularnym. Wykształca kryształy o postaci czworościanu lub czworościanu piramidalnego, zwykle bliźniaki przenikające. Występuje w skupieniach kulistych, jako szczotki i naskorupienia. Jest minerałem kruchym i przezroczystym. Posiada szklisty bądź diamentowy połysk oraz białą rysę. 

## Występowanie
Występuje w strefach utleniania kruszców bogatych w bizmut. Towarzyszą mu kwarc, bizmut rodzimy, namibit, bizmutynit, chryzokola, fluoryt, pucheryt oraz kalcyt.

## Miejsce występowania
Występuje w Czechach, Australii, we Francji, Niemczech, Anglii, Japonii i Stanach Zjednoczonych (Kalifornia). W Polsce stwierdzony na Dolnym Śląsku.

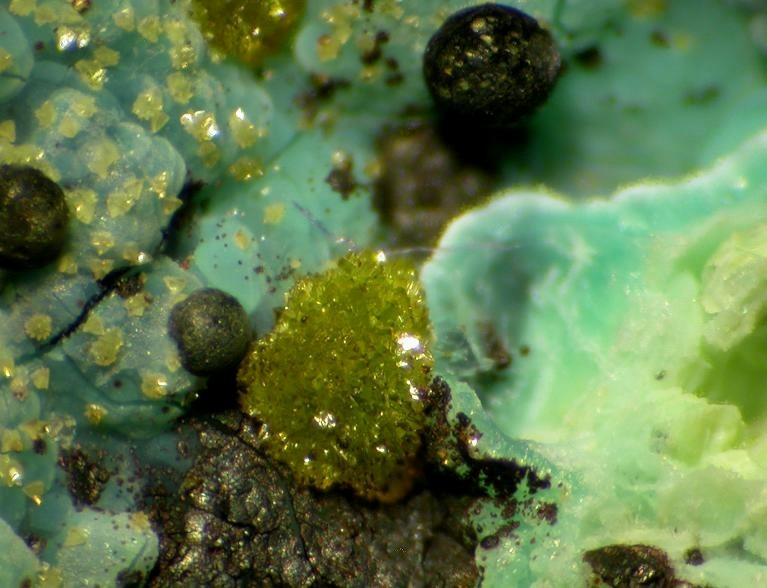
w towarzystwie namibitu